# 車輪配置 0-4-0

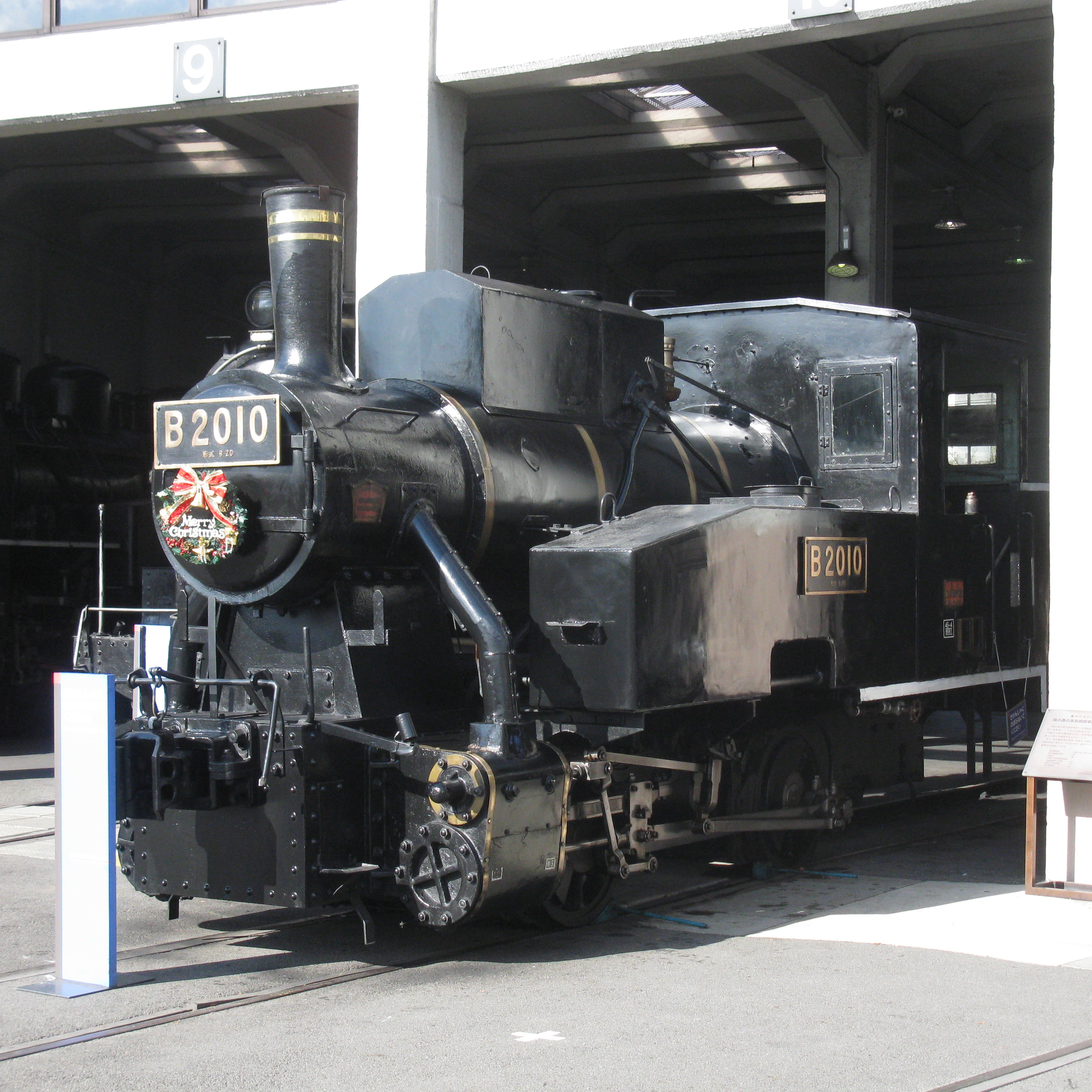
国鉄B20形蒸気機関車

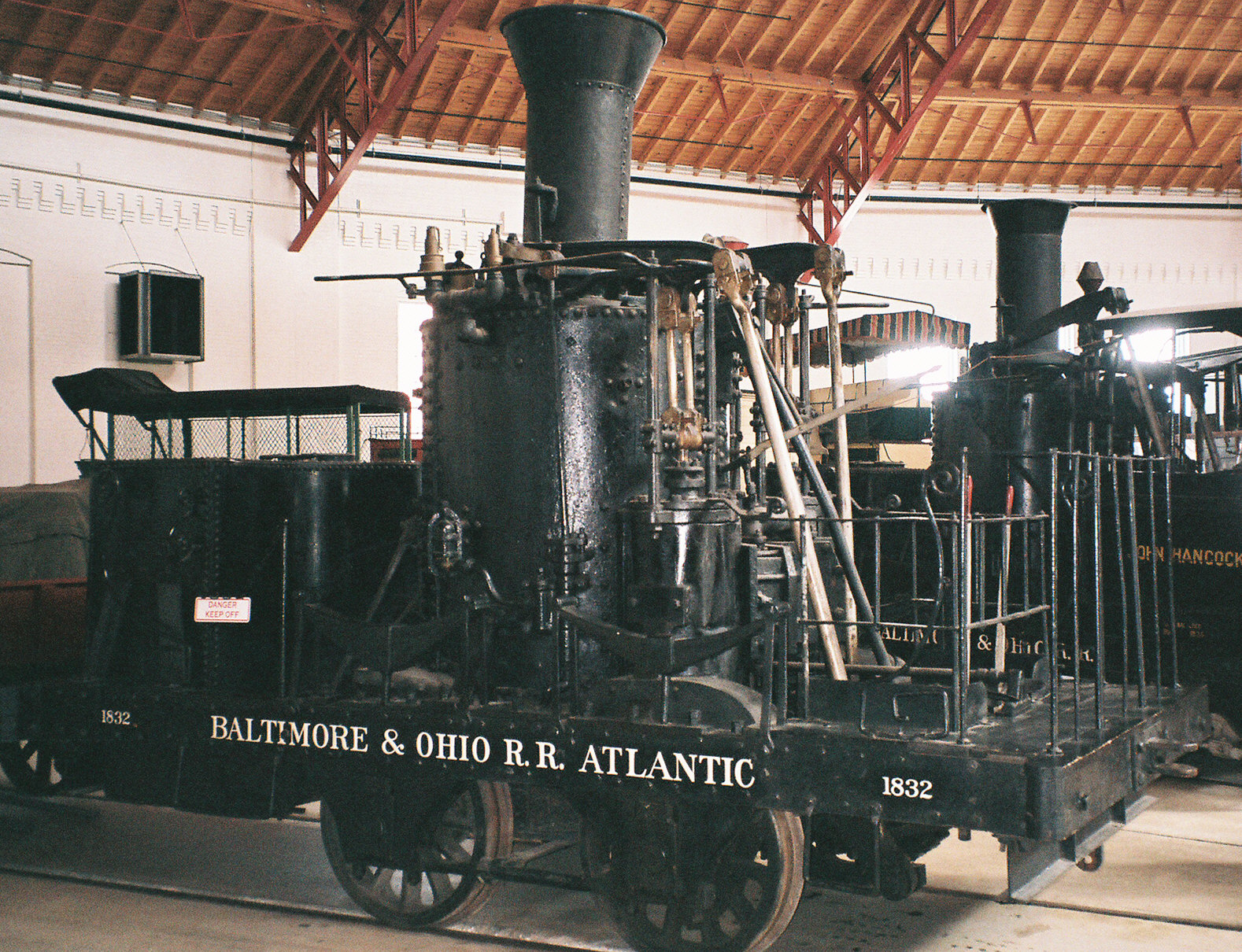
アトランティック

車輪配置 0-4-0 (しゃりんはいち0-4-0、ホワイト式分類)は2軸動輪だけで構成されるものをさす。アメリカ式分類での愛称はフォーホイールカップルド(Four wheel coupled)。

## 概要
0-4-0という車輪配置は、蒸気機関車の基本系の車輪配置で、リチャード・トレビシックが1804年に作った最初に線路を走った機関車であるペナダレン号がこの形式であるが、当時は動力伝達機構が未発達で高速走行が困難だったため、一時はシングルドライバーの方が主流になっていた。
その後カップリングロッドの発達で再興するも、線路事情の悪い米国でジョン・ジャービスがカーブの通過をしやすくする先輪を発明したことにより、高速走行する機関車は先輪をつけるのが主流になり、逆に貨物用などの牽引力重視型は動輪数を増やす方向に行ったので最初期以外は仕組みが簡単な（＝コストを抑えられる）ことを生かし、ローカル線や小規模入換などに使用される小型機に多く見られる形式となった。

## 各国の車輪配置 0-4-0の機関車
アメリカ合衆国
アトランティック
 日本
国鉄1形蒸気機関車
国鉄50形蒸気機関車
国鉄ア3形蒸気機関車
国鉄ケ120形蒸気機関車
国鉄B20形蒸気機関車
佐世保鉄道1号形蒸気機関車
住友別子鉱山鉄道1形蒸気機関車
名古屋市水道敷設事務所1号形蒸気機関車
松浦炭坑専用鉄道5号蒸気機関車
両備軽便鉄道1号形蒸気機関車
関西採炭松浦炭坑専用鉄道1号形蒸気機関車